# Nikolái Yefrémov
Nikolái Mijáilovich Yefrémov (Ruso: Николай Михайлович Ефремов) es un actor ruso.

## Biografía
Es hijo del actor ruso Mijaíl Yefrémov y de la actriz rusa Yevguenia Dobrovólskaya, sus padres se divorciaron en 1997. Tiene cinco medios hermanos paternos Nikita Yefrémov (actor), Anna-Maria Efremova, Boris Efremov, Vera Efremova y Nadezhda Efremova, y tres medios hermanos maternos Stepan Baranov, Yan Dobrovolskiy y Anastasia Manannikova.
Sus abuelos paternos fueron el actor ruso Oleg Efremov y la actriz rusa Alla Pokrovskaya (maestra en el Moscow Art Theater School). Sus bisabuelos fueron Borís Pokrovski (miembro principal del Chamber Music Opera)

## Carrera
En 2012 apareció en la miniserie Belaya gvardiya. 

## Filmografía

### Películas
| Año  | Título   | Personaje | Notas                                                                                  |
| ---- | -------- | --------- | -------------------------------------------------------------------------------------- |
| 2013 | Tetushki | -         | junto a Mikhail Yefremov, Nikita Yefremov, Albert Filozov, Ivars Kalnins y Kamil Larin |

### Series de televisión
| Año  | Serie           | Personaje      | Notas     |
| ---- | --------------- | -------------- | --------- |
| 2012 | Belaya gvardiya | Nikolka Turbin | miniserie |